# Metin Fakıoğlu
Metin Fakıoğlu (* 20. Januar 1961 in İskenderun, Türkei) ist ein türkisch-deutscher Hörfunk-Journalist und Lyriker, der seit seiner Kindheit in Deutschland lebt.

## Werdegang
Ab den 80er Jahren veröffentlichte Fakıoğlu eigene Gedichte, zunächst in literarischen Zeitschriften. Mit Fremdgenuss (1987) entstand auch ein eigenständiger Lyrikband; 1999 erschien zudem die zweisprachige (deutsch – türkisch) Publikation Göz Göre Göre – Sehenden Auges mit Reisegedichten Fakıoğlus. Die Übersetzungen letzterer ins Türkische besorgte hier der renommierte literarische Übersetzer Zeyyat Selimoğlu, der unter anderem auch zahlreiche Werke Heinrich Bölls für den türkischen Sprachraum übertragen hat.
Der Redakteur Fakıoğlu war zunächst als Kulturjournalist im Bereich der Printmedien beschäftigt, wo er u. a. für Die Zeit schrieb, bevor er zum Hessischen Rundfunk (hr) kam. Seine 1992 in der ARD gesendete Fernsehreportage Die elf Tage des Peter Stefan M. (zusammen mit Christoph Maria Fröhder) wurde seinerzeit kontrovers diskutiert: der Film über die möglichen Folgen eines Strahlenunfalls bei Siemens erhielt Beurteilungen in großen Zeitungen, die von „sehenswert“ bis hin zum Vorwurf des „Kalküls mit dem Grauen“ und „Leichenfledderei aus allerniedrigsten Beweggründen“ reichten.
Seit 1999 ist der vornehmlich beim Radio tätige Fakıoğlu auch als Ausbilder für die Sendesoftware des hr-Hörfunks tätig. Ab 2000 leitete er zusammen mit seiner Kollegin Petra Diebold die so genannten Ausländer- und Fremdsprachenprogramme des hr und war für diese auch als Moderator tätig. Neben regulären Sendungen moderierte er Sonderübertragungen, beispielsweise auch die durch den Deutschlandfunk bundesweit übertragene Verleihung des Friedenspreises des Deutschen Buchhandels an Orhan Pamuk im Jahr 2005.
Aufsehen erregte Fakıoğlu, als er 1999, damals bereits als Redakteur beim hr, nach einem Erdbeben im Westen der Türkei vorschlug, „den Solidaritätszuschlag, den die Bürger türkischer Herkunft hierzulande zahlen, (…) für mehrere Jahre in die Westtürkei“ umzuleiten. Der Journalist setzt sich bis heute für eine innerhalb der deutschen Medienlandschaft nicht selbstverständliche, von interkultureller Kompetenz geprägte journalistische Arbeitsweise ein, unter anderem als Referent und Experte in Gesprächsrunden.

## Veröffentlichungen (Auswahl)

### Deutschsprachig
- L’80 / 32 – Literatur und Macht. Köln : Verlagsgesellschaft Köln 1984. (2 Gedichte)
- Fremdgenuss. Gedichte. Berlin (West): Hitit-Verlag, 1987. ISBN 3-924423-02-4 (Gedichtband)

### Zweisprachig (deutsch / türkisch)
- Göz Göre Göre – Sehenden Auges, Die Türkei in Reisegedichten. Simge-Verlag, 1999, ins Türkische übertragen von Zeyyat Selimoglu

## Einzelbelege
1. ↑  Metin Fakioglu: Metin Fakioglu alias Paul Meyer: Der unsichtbare Türke. In: zeit.de. 16. Oktober 1987, abgerufen am 19. Dezember 2014.
2. ↑  DONNERSTAG. In: Der Spiegel. Nr. 8, 1992 (online).
3. ↑  Frankfurter Rundschau am 27. Februar 1992
4. ↑  Frankfurter Allgemeine Zeitung am 29. Februar 1992

| Personendaten    | Personendaten                                     |
| ---------------- | ------------------------------------------------- |
| NAME             | Fakıoğlu, Metin                                   |
| ALTERNATIVNAMEN  | Fakioglu, Metin                                   |
| KURZBESCHREIBUNG | türkisch-deutscher Hörfunk-Journalist und Lyriker |
| GEBURTSDATUM     | 20. Januar 1961                                   |
| GEBURTSORT       | İskenderun, Türkei                                |